# Gmina Nowy Staw
Die Gmina Nowy Staw ist eine Stadt-und-Land-Gemeinde mit etwa 7600 Einwohnern im Powiat Malborski (deutsch Marienburg) der Woiwodschaft Pommern in Polen. Ihr Sitz befindet sich in der Stadt Nowy Staw ([ˈnɔvɨ ˈstaf]; Neuteich; kaschubisch: Nytëch).

## Geschichte
Im Rahmen der ersten polnischen Teilung kam das Gebiet der heutigen Gmina 1772 zum Staat Preußen und lag ab 1773 in der neu geschaffenen Provinz Westpreußen. Von 1818 bis 1919 gehörte es dem Landkreis Marienburg (Westpr.) an. Nach dem Friedensvertrag von Versailles kamen Stadt und Region 1920 zum Landkreis Großes Werder, der bis 1939 Teil der Freien Stadt Danzig war.
Während des Zweiten Weltkriegs gehörte Neuteich noch einmal zum Deutschen Reich. Am 15. Mai 1945 wurde Westpreußen unter polnische Verwaltung gestellt. Soweit die deutschen Einwohner nicht geflohen waren, wurden sie in der darauf folgenden Zeit größtenteils aus den Orten vertrieben.
In den Jahren 1975–1998 gehörte die Gemeinde zur Woiwodschaft Elbląg.

## Partnerschaften
- Wilster, (Deutschland)

## Gliederung
Zur Stadt-und-Land-Gemeinde Nowy Staw gehören folgende Ortschaften:
| polnischer Name   | deutscher Name (bis 1945) |
| ----------------- | ------------------------- |
| Brzózki           | Bröske                    |
| Chlebówka         | Brodsack                  |
| Dębina            | Eichwalde                 |
| Dybowo            | Diebau                    |
| Kącik             | Neuteicher Hinterfeld     |
| Krzewiny          | Horsterbusch              |
| Laski             | Leske                     |
| Lipinka           | Lindenau                  |
| Lubiszewo Drugie  | Fünfhuben                 |
| Lubstowo          | Lupushorst                |
| Martąg            | Irrgang                   |
| Michałowo         | Wachthal                  |
| Mirowo            | Mierau                    |
| Myszewo           | Groß Mausdorf             |
| Nidowo            | Niedau                    |
| Nowy Staw         | Neuteich                  |
| Półmieście        | Halbstadt                 |
| Pręgowo Żuławskie | Prangenau                 |
| Stawiec           | Neuteichsdorf             |
| Tannsee           | Tannsee                   |
| Tralewo           | Tralau                    |
| Trępnowy          | Trampenau                 |